# Hermann Cohn

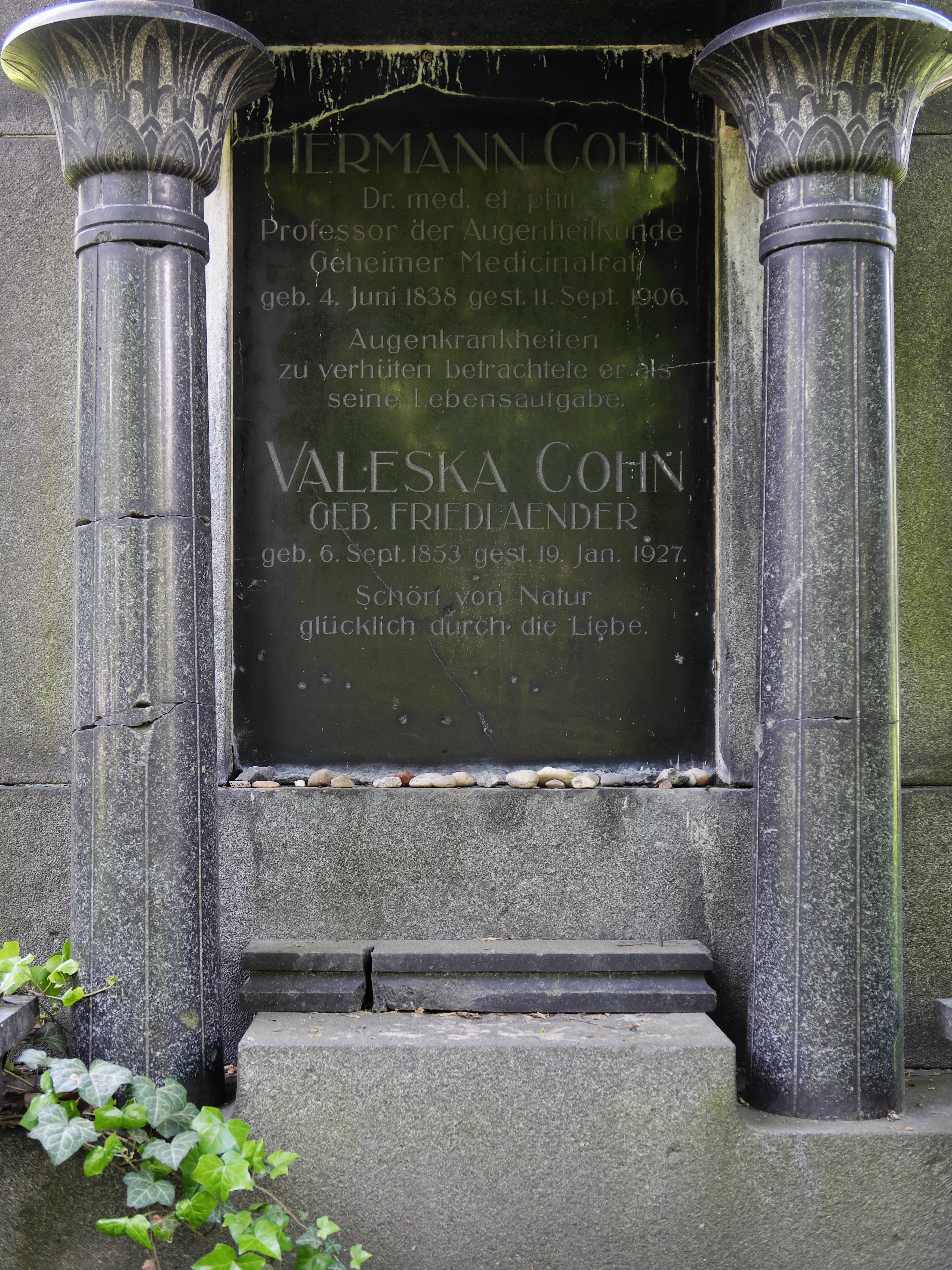
Grobowiec na Starym Cmentarzu Żydowskim we Wrocławiu

Hermann Cohn (ur. 4 czerwca 1838 we Wrocławiu, zm. 11 września 1906 tamże) – niemiecki lekarz okulista.
Po ukończeniu gimnazjum w rodzinnym mieście studiował chemię i fizykę na Uniwersytecie w Heidelbergu pod kierunkiem Roberta Bunsena, Gustava Kirchhoffa i Hermana Helmholtza oraz na Uniwersytecie Wrocławskim, uzyskując stopień doktora filozofii w 1860 roku. W tym samym roku rozpoczął studia medyczne na Uniwersytecie Wrocławskim, uzyskując tytuł doktora medycyny na Uniwersytecie Berlińskim w 1863 roku.
Od 1863 do 1866 Cohn był asystentem Forstera, osiedlając się we Wrocławiu w tym samym roku jako okulista. W 1868 roku został przyjęty na uniwersytet jako privatdocent z esejem inauguracyjnym "Ueber Xerosis Conjunctivæ". Od 1874 był profesorem Uniwersytetu Wrocławskiego. W 1883 roku otrzymał złoty medal państwowy w dziedzinie higieny osobiście przyznany mu przez cesarza Fryderyka. 
Pochowany został na cmentarzu żydowskim przy ul. Ślężnej.